# Festuca skrjabinii
Festuca skrjabinii är en gräsart som beskrevs av Evgenii Borisovich Alexeev. Festuca skrjabinii ingår i släktet svinglar, och familjen gräs. Inga underarter finns listade i Catalogue of Life.